# Кемарі
Кемарі (яп. 蹴鞠) — різновид футболу. Гра, популярна в Японії під час періоду Хейан. Тепер Кемарі знову набуває популярності.

## Історія
Кемарі — японське читання китайських ієрогліфів 蹴鞠. Відповідна китайська гра, цуцзюй, згадується ще у китайських літературних пам'ятках 5-3 століть до нашої ери.
Перша згадка про гру зустрічається в 644 році нашої ери. Правила гри устоялися в 13-му столітті. Кемарі став першим повсюдно розвиненим видом спорту в Японії.
Можливо, на гру вплинув китайський вид спорту Цуцзю. Ієрогліфи в китайській мові, що означають «Кемарі», ті ж самі, що й Цуцзю. Китайська гра прийшла до Японії близько 600 року, в Період Асука.
У наш час у Кемарі грають в синтоїстських святилищах під час фестивалів <.

## Опис
Кемарі є хорошим фізичним вправою для всього тіла для людей різного віку. У грі немає переможців і переможених, тому в неї грають для отримання задоволення від самої гри і від спостереження за гравцями.
Мета гри — зберегти м'яч в повітрі, за допомогою командних дій декількох гравців. Гравці можуть користуватися головою, ступнями, колінами, спиною, і, іноді дозволяється, плечима. М'яч , який називають Марі, зроблений з оленячої шкіри , з хутром всередину і шкурою назовні. Для додання м'ячу форми він набивається ячмінним зерном. Коли шкіра грубіє , і м'яч приймає свою форму, зерна прибираються з м'яча, і він зшивається смужками кінської шкіри. Той, хто вдаряє м'яч, називається Маріяс. Хороший Маріяс повинен вміти легкими ударами контролювати мари і не давати йому торкнутися землі.
Грають у Кемарі на плоскій земляний майданчику , що займає близько 6-7 квадратних метрів Одягаються гравці в історичні костюми періоду Хейан, що включають шапку у вигляді воронячою голови. Цей костюм називається карігіну, і тепер вже давно не модний.

## Кемарі в культурі
- Персонаж Інуяся, в третьому повнометражному фільмі «Swords of an Honorable Ruler» аніме «Інуяся», згадує, що він грав у Кемарі, коли був маленьким.

- У серії ігор «Samurai Warriors», від видавця «Koei», Імагава Есимото користується марі як зброєю , разом зі своїм нодаті.

- У аніме і манзі Soul Eater, персонаж Цубакі згадує про гру в Кемарі з її старшим братом, у дитинстві.

- Джордж Буш- молодший грав у Кемарі в один зі своїх президентських візитів до Японії.